# یواس‌اس بنگ (اس‌اس-۳۸۵)
یواس‌اس بنگ (اس‌اس-۳۸۵) (به انگلیسی: USS Bang (SS-385)) یک زیردریایی بود که طول آن ۳۱۱ فوت ۶ اینچ (۹۴٫۹۵ متر) بود. این زیردریایی در سال ۱۹۴۳ ساخته شد.